# Lumière noire (téléfilm)
Pour plus de détails, voir Fiche technique et Distribution.
Lumière noire (en VO Darklight) est un téléfilm américain réalisé par Bill Platt et diffusé le 18 septembre 2004 sur Sci Fi Channel. En France, il a été diffusé dans les années 2000 sur Syfy.

## Synopsis
Lilith est une immortelle pourchassée depuis des siècles par une secte religieuse appelée La Foi. Son apparence de jeune femme d'une vingtaine d'années cache en réalité une créature ailée dotée de super-pouvoirs. Afin de combattre un scientifique qui s'est inoculé la peste, elle est recrutée par le chef de la secte, William Shaw. Mais ce dernier ne fait que peu confiance à Lilith car, dans le passé, elle a tué son fils.

## Fiche technique
- Titre original : Darklight
- Titre français : Lumière noire
- Réalisation : Bill Platt
- Scénario : Bill Platt et Chris Regina
- Musique : John Dickson
- Photographie : Lorenzo Senatore
- Montage : Greg Babor et Ken Peters
- Décors : Kes Bonnet
- Direction artistique : Angel Manov
- Costumes : Irina Kotcheva
- Maquillages spéciaux : Mariana Love
- Supervision des effets visuels : Robert S. Wilson
- Producteurs : Jeffery Beach et Phillip J. Roth
- Producteur exécutif : T.J. Sakasegawa
- Compagnies de production : Unified Film Organization, Sci Fi Pictures et Hammerhead Productions
- Compagnie de distribution : The Sci Fi Channel
- Pays d'origine :  États-Unis  Bulgarie
- Langue : Anglais
- Son : Stéréo
- Ratio écran : 1,33:1
- Image : Couleurs
- Négatif : 35 mm
- Genre : Fantastique
- Durée : 90 minutes

## Distribution
- Shiri Appleby : Lilith
- Richard Burgi : William Shaw
- John de Lancie : Directeur Chapel
- David Hewlett : Anders Raeborne
- Ross Manarchy : Préfet
- Haralampi Anichkin : Abe
- Katie Atcheson : Jenn
- Valentin Ganev : Beckham
- Ivailio Geraskov : Leo
- Richard Gnolfo : Marcus
- Colonel Hartberger : Capitaine Shepherd
- Hristo Chopov : Colonel Drake
- Mickey Ryan : Jerry
- Iskra Radeva : Hardwick